# Midnight Mass
Midnight Mass è una miniserie televisiva statunitense creata e diretta da Mike Flanagan e resa disponibile al pubblico a partire dal 24 settembre 2021 sulla piattaforma Netflix.

## Trama
Riley Flynn, un giovane imprenditore, cade in disgrazia quando uccide involontariamente una ragazza mentre guidava un’automobile ubriaco. Accusato di omicidio, Riley viene condannato a quattro anni di prigione e, al termine della pena, fa ritorno dai genitori sulla remota isola di Crockett. Isolata da tutto, sull’isola vivono solo 127 abitanti, quasi tutti molto religiosi. Nel medesimo giorno dell’arrivo di Riley, fa la sua misteriosa comparsa il giovane Padre Paul, che afferma di essere stato inviato dalla diocesi per sostituire l’anziano Monsignor Pruitt, gravemente malato. Improvvisamente sull’isola inizieranno a verificarsi dei veri e propri miracoli per mano di Padre Paul. E tali eventi doneranno al luogo e ai suoi semplici abitanti un rinnovato credo religioso, ma dietro a questi episodi si cela qualcosa di terrificante.

## Puntate
| nº | Titolo originale             | Titolo italiano               | Pubblicazione USA | Pubblicazione Italia |
| -- | ---------------------------- | ----------------------------- | ----------------- | -------------------- |
| 1  | Book I: Genesis              | Libro I: Genesi               | 24 settembre 2021 | 24 settembre 2021    |
| 2  | Book II: Psalms              | Libro II: Salmi               | 24 settembre 2021 | 24 settembre 2021    |
| 3  | Book III: Proverbs           | Libro III: Proverbi           | 24 settembre 2021 | 24 settembre 2021    |
| 4  | Book IV: Lamentations        | Libro IV: Lamentazioni        | 24 settembre 2021 | 24 settembre 2021    |
| 5  | Book V: Gospels              | Libro V: Vangelo              | 24 settembre 2021 | 24 settembre 2021    |
| 6  | Book VI: Act of The Apostles | Libro VI: Atti degli apostoli | 24 settembre 2021 | 24 settembre 2021    |
| 7  | Book VII: Revelation         | Libro VII: Apocalisse         | 24 settembre 2021 | 24 settembre 2021    |

## Personaggi e interpreti
- Erin Greene, interpretata da Kate Siegel, doppiata da Selvaggia Quattrini.
- Riley Flynn, interpretato da Zach Gilford, doppiato da Stefano Crescentini.
- Annie Flynn, interpretata da Kristin Lehman, doppiata da Roberta Greganti.
- Ed Flynn, interpretato da Henry Thomas, doppiato da Massimo Rossi.
- Warren Flynn, interpretato da Igby Rigney, doppiato da Matteo Garofalo.
- Bev Keane, interpretata da Samantha Sloyan, doppiata da Francesca Fiorentini.
- Sarah Gunning, interpretata da Annabeth Gish, doppiata da Giò Giò Rapattoni.
- Mildred Gunning, interpretata da Alex Essoe, doppiata da Antonella Rinaldi.
- Paul Hill, interpretato da Hamish Linklater, doppiato da Gianfranco Miranda.
- Omar Hassan, interpretato da Rahul Kohli, doppiato da Edoardo Stoppacciaro.
- Ali Hassan, interpretato da Rahul Abburi, doppiato da Federico Bebi.
- Leeza Scarborough, interpretata da Annarah Cymone, doppiata da Sara Labidi.
- Wade Scarborough, interpretato da Michael Trucco, doppiato da Mauro Gravina.
- Dolly Scarborough, interpretata da Crystal Balint, doppiata da Tatiana Dessi.
- Sturge, interpretato da Matt Biedel, doppiato da Stefano Alessandroni.
- Ooker, interpretato da Louis Oliver, doppiato da Stefano Broccoletti.

## Accoglienza

### Critica
Sull'aggregatore Rotten Tomatoes riceve l'87% delle recensioni professionali positive con un voto medio di 8,1 su 10 basato su 96 critiche. Il consenso dei critici del sito web recita: "Un'ambiziosa meditazione sul dolore e sulla fede che è tanto meravigliosa quanto inquietante, il lento ribollire di Midnight Mass è un trionfo di terrore che lascerà gli spettatori a tremare - e pensare - molto tempo dopo che i titoli di coda saranno finiti". Su Metacritic ottiene un punteggio di 75 su 100 basato su 23 critiche.

## Riconoscimenti
- 2022 - Premio Emmy[3]
  - Candidatura per il miglior montaggio audio per una miniserie, film per la televisione o speciale
- 2022 - Critics Choice Television Awards
  - Candidatura per la miglior miniserie
  - Candidatura per il miglior attore in una miniserie o film per la televisione a Hamish Linklater
  - Candidatura per il miglior attore non protagonista in una miniserie o film per la televisione a Zach Gilford
- 2022 - Critics' Choice Super Awards
  - Miglior attore in una serie horror a Hamish Linklater
  - Candidatura per la miglior serie horror
  - Candidatura per il miglior attore in una serie horror a Zach Gilford
  - Candidatura per la miglior attrice in una serie horror a Kate Siegel
  - Candidatura per la miglior attrice in una serie horror a Samantha Sloyan
  - Candidatura per il miglior cattivo a Samantha Sloyan